# Liste der Kulturdenkmale in Remptendorf
Die Liste der Kulturdenkmale in Remptendorf umfasst die als Einzeldenkmale, Bodendenkmale und Denkmalensembles erfassten Kulturdenkmale auf dem Gebiet der Gemeinde Remptendorf im thüringischen Saale-Orla-Kreis (Stand: August 2022). Die Angaben in der Liste ersetzen nicht die rechtsverbindliche Auskunft der zuständigen Denkmalschutzbehörde.

## Legende
- Bild: zeigt ein Bild des Kulturdenkmals und gegebenenfalls einen Link zu weiteren Fotos des Kulturdenkmals im Medienarchiv Wikimedia Commons
- Bezeichnung: Name, Bezeichnung oder die Art des Kulturdenkmals
- Lage: Wenn vorhanden Straßenname und Hausnummer des Kulturdenkmals; Grundsortierung der Liste erfolgt nach dieser Adresse. Der Link Karte führt zu verschiedenen Kartendarstellungen und nennt die Koordinaten des Kulturdenkmals.
 Kartenansicht, um Koordinaten zu setzen – in dieser Kartenansicht sind Kulturdenkmale ohne Koordinaten mit einem roten bzw. orangen Marker dargestellt und können in der Karte gesetzt werden. Kulturdenkmale ohne Bild sind mit einem blauen bzw. roten Marker gekennzeichnet, Kulturdenkmale mit Bild mit einem grünen bzw. orangen Marker.
- Datierung: gibt das Jahr der Fertigstellung beziehungsweise das Datum der Erstnennung oder den Zeitraum der Errichtung an
- Beschreibung: bauliche und geschichtliche Einzelheiten des Kulturdenkmals, vorzugsweise die Denkmaleigenschaften
- ID: Die ID identifiziert das Kulturdenkmal eindeutig. In Thüringen sind aktuell keine IDs veröffentlicht. In der ID-Spalte kann sich auch folgendes Icon  befinden, dies führt zu Angaben zu diesem Kulturdenkmal bei Wikidata.

## Kulturdenkmale nach Ortsteilen

### Altengesees
| Bild                           | Bezeichnung                         | Lage               | Datierung | Beschreibung | ID |
| ------------------------------ | ----------------------------------- | ------------------ | --------- | ------------ | -- |
| weitere Bilder Fotos hochladen | Kirche mit Ausstattung und Kirchhof | Ortsstraße (Karte) |           |              |    |

### Burglemnitz
| Bild                           | Bezeichnung                                   | Lage                   | Datierung | Beschreibung | ID |
| ------------------------------ | --------------------------------------------- | ---------------------- | --------- | ------------ | -- |
| BW                             | Hofanlage, ehemaliges Hollebensches Rittergut | Burglemnitz 25 (Karte) |           |              |    |
| weitere Bilder Fotos hochladen | Kirche mit Innenausstattung und Einfriedung   | Ortsstraße (Karte)     |           |              |    |

### Eliasbrunn
| Bild                                    | Bezeichnung                               | Lage                          | Datierung | Beschreibung | ID |
| --------------------------------------- | ----------------------------------------- | ----------------------------- | --------- | ------------ | -- |
| Direkt Bild zu diesem Denkmal hochladen | Allee Schönbrunner Kreuzung – Ruppersdorf | Alte Allee                    |           |              |    |
| Fotos hochladen                         | Brunnenhaus (Adelgerisbrunnen)            | Koordinaten fehlen! Hilf mit. |           |              |    |
| weitere Bilder Fotos hochladen          | Turmwindmühle                             | Ortsstraße (Karte)            | 1878      |              |    |
| weitere Bilder Fotos hochladen          | Kirche mit Ausstattung                    | Ortsstraße (Karte)            |           |              |    |

### Gahma
| Bild                                    | Bezeichnung                                        | Lage                     | Datierung | Beschreibung                                      | ID |
| --------------------------------------- | -------------------------------------------------- | ------------------------ | --------- | ------------------------------------------------- | -- |
| weitere Bilder Fotos hochladen          | Wehrkirche                                         | Gahma 70 (Karte)         |           |                                                   |    |
| Direkt Bild zu diesem Denkmal hochladen | Umgebindehaus                                      | Gahma 12                 |           |                                                   |    |
| Direkt Bild zu diesem Denkmal hochladen | Umgebindehaus                                      | Gahma 11                 |           |                                                   |    |
| weitere Bilder Fotos hochladen          | Zschachenmühle                                     | (Karte)                  | 1933–1936 | Gesamtanlage der ehemaligen Landesfeuerwehrschule |    |
| Direkt Bild zu diesem Denkmal hochladen | historisches Silberbergwerk bei Gahma – Altbergbau | Flur „Großer Silberberg“ |           |                                                   |    |
| Direkt Bild zu diesem Denkmal hochladen | Wehrkirche mit Wallanlage                          | Ortsstraße               |           | Bodendenkmal                                      |    |

### Gleima
Keine denkmalgeschützten Objekte.

### Liebengrün
| Bild                                    | Bezeichnung                                   | Lage                          | Datierung | Beschreibung | ID |
| --------------------------------------- | --------------------------------------------- | ----------------------------- | --------- | --- | -- |
| Direkt Bild zu diesem Denkmal hochladen | Denkmalensemble „Angerdorf Liebengrün“        | Ortsstraße                    |           | Nr. 1–102, 106–108, 113, 124, Kirche, ehemalige Schule, Teich und Grünanlage |    |
| weitere Bilder Fotos hochladen          | Kirche                                        | Ortsstraße (Karte)            |           | auch Bestandteil des Denkmalensembles „Angerdorf Liebengrün“ |    |
| weitere Bilder Fotos hochladen          | Ziemestalbrücke (Thüringer Oberlandbahn)      | (Karte)                       | 1893/94   | Kilometer 36,005 der Strecke Triptis–Lobenstein zwischen Lückenmühle und Liebschütz |    |
| Direkt Bild zu diesem Denkmal hochladen | Tunnel und Brücken der Thüringer Oberlandbahn | Koordinaten fehlen! Hilf mit. |           | Zschachen-Mühlberg-Tunnel (1895 erbaut), Parallelwegbrücke, Grabenbrücke und Waldwegunterführung, Kilometer 34,935 – Kilometer 37,420, Ziemestunnel (1895 erbaut) – Länge 118 m – Kilometer 35,612 |    |
| Direkt Bild zu diesem Denkmal hochladen | Steinwälle im „Grünen Holz“                   | Koordinaten fehlen! Hilf mit. |           | Bodendenkmal |    |

### Liebschütz
| Bild                                    | Bezeichnung                                                     | Lage                                           | Datierung         | Beschreibung                            | ID |
| --------------------------------------- | --------------------------------------------------------------- | ---------------------------------------------- | ----------------- | --------------------------------------- | -- |
| weitere Bilder Fotos hochladen          | Kirche mit Mauer und Ausstattung                                | (Karte)                                        |                   |                                         |    |
| Direkt Bild zu diesem Denkmal hochladen | Oberhof Liebschütz – ehemaliges Wasserschloss                   | Lobensteiner Straße 9                          | 1538–1541         | teilweise Umbau zu Schulzwecken um 1900 |    |
| Fotos hochladen                         | Unterhof Liebschütz – Herrenhaus                                | Hohe Gasse 2 (Karte)                           |                   |                                         |    |
| Direkt Bild zu diesem Denkmal hochladen | Saale-Viadukt der Thüringer Oberlandbahn                        | Saale-Viadukt                                  | 1894              | hälftig in Gemarkung Ziegenrück         |    |
| Direkt Bild zu diesem Denkmal hochladen | Hemmkoppentunnel der Thüringer Oberlandbahn                     | Hemmkoppentunnel                               | 1894              |                                         |    |
| Direkt Bild zu diesem Denkmal hochladen | Fernsprechbude, Erdbogen, Stützmauer vor Schweinebachtunnel     | Oberlandbahn                                   |                   |                                         |    |
| Direkt Bild zu diesem Denkmal hochladen | Schweinebachtunnel der Thüringer Oberlandbahn                   | Schweinebachtunnel                             | 1895              |                                         |    |
| Direkt Bild zu diesem Denkmal hochladen | Grabenbrücke und Straßenunterführung der Thüringer Oberlandbahn | nach Bahnhof Liebschütz in Richtung Liebengrün | 1893 bzw. 1936/38 |                                         |    |
| Direkt Bild zu diesem Denkmal hochladen | Wallanlage „Hemmkoppe“                                          | Koordinaten fehlen! Hilf mit.                  |                   | Bodendenkmal                            |    |

### Lückenmühle
| Bild                                    | Bezeichnung                                                                                                  | Lage                    | Datierung | Beschreibung                                  | ID |
| --------------------------------------- | --- | ----------------------- | --------- | --------------------------------------------- | -- |
| Fotos hochladen                         | Grabstätte für 5 unbekannte KZ-Häftlinge                                                                     | Friedhof                |           |                                               |    |
| weitere Bilder Fotos hochladen          | Evangelisch-lutherische Kirche St. Michaelis mit Ausstattung und Glockenturm mit Ausstattung                 | (Karte)                 | 1965      | ab 1964 erbaut, am 3. Oktober 1965 eingeweiht |    |
| Direkt Bild zu diesem Denkmal hochladen | Graben- und Parallelwegbrücke, Waldwegunterführung, Durchlass und Parallelwegbrücke (Thüringer Oberlandbahn) | vor Bahnhof Lückenmühle |           |                                               |    |
| Direkt Bild zu diesem Denkmal hochladen | Bahnhof Lückenmühle, Empfangsgebäude mit Güterschuppen, Ladestraße und Rampe (Thüringer Oberlandbahn)        | Bahnhof Lückenmühle     |           |                                               |    |

### Rauschengesees
Keine denkmalgeschützten Objekte.

### Remptendorf
| Bild                                    | Bezeichnung | Lage                                 | Datierung | Beschreibung | ID |
| --------------------------------------- | --- | ------------------------------------ | --------- | ------------ | -- |
| Direkt Bild zu diesem Denkmal hochladen | Pfarrhaus mit Nebengebäude und Grundstück                                                                                 | Bahnhofstraße 13                     |           |              |    |
| Direkt Bild zu diesem Denkmal hochladen | ehemaliger „Rittersaal“                                                                                                   | Bahnhofstraße 26                     |           |              |    |
| weitere Bilder Fotos hochladen          | Kirche mit Friedhof | Ziegenrücker Straße (Karte)          |           |              |    |
| Direkt Bild zu diesem Denkmal hochladen | Durchlass (erbaut 1893), Wegeüberführung, Straßenunterführung und Durchlass (erbaut 1892) (Thüringer Oberlandbahn)        | zwischen Lückenmühle und Remptendorf | 1892/1893 |              |    |
| Direkt Bild zu diesem Denkmal hochladen | Bahnhof Remptendorf – Empfangsgebäude mit Wartebereich und Lagerhaus der Vereinigung der gegenseitigen Bauernhilfe (VdgB) | Bahnhof Remptendorf                  |           |              |    |
| Direkt Bild zu diesem Denkmal hochladen | Grabstätte für 4 unbekannte Häftlinge des KZ Buchenwald                                                                   | Friedhof                             |           |              |    |

### Ruppersdorf
| Bild                                    | Bezeichnung                    | Lage               | Datierung | Beschreibung | ID |
| --------------------------------------- | ------------------------------ | ------------------ | --------- | ------------ | -- |
| weitere Bilder Fotos hochladen          | Kirche mit Ausstattung         | Ortsstraße (Karte) |           |              |    |
| Direkt Bild zu diesem Denkmal hochladen | „Alter Fuhrmannsweg“ Helmsgrün | Rupperdorfer Wald  |           |              |    |

### Thierbach
| Bild            | Bezeichnung                                  | Lage                  | Datierung | Beschreibung | ID |
| --------------- | -------------------------------------------- | --------------------- | --------- | ------------ | -- |
| Fotos hochladen | ehemalige Schule (umgenutzt) mit Glockenturm | Ortsstraße 21 (Karte) |           |              |    |

### Thimmendorf
| Bild                           | Bezeichnung                           | Lage               | Datierung | Beschreibung | ID |
| ------------------------------ | ------------------------------------- | ------------------ | --------- | ------------ | -- |
| weitere Bilder Fotos hochladen | Kirche mit Ausstattung und Kirchmauer | Ortsstraße (Karte) |           |              |    |

### Weisbach
| Bild                                    | Bezeichnung                                | Lage                                        | Datierung | Beschreibung | ID |
| --------------------------------------- | ------------------------------------------ | ------------------------------------------- | --------- | ------------ | -- |
| weitere Bilder Fotos hochladen          | Kirche mit Ausstattung                     | Ortsstraße (Karte)                          |           |              |    |
| Direkt Bild zu diesem Denkmal hochladen | Brunnenhaus                                | Ortsstraße                                  |           |              |    |
| Direkt Bild zu diesem Denkmal hochladen | Vorratsgebäude (ausgeklotzter Fachwerkbau) | Ortsstraße 39                               |           |              |    |
| BW                                      | „Hauptmannszeug“, Wallanlage               | am Weg von Weisbach zur Lückenmühle (Karte) |           | Bodendenkmal |    |
| BW                                      | Steinkreuz                                 | (Karte)                                     |           | Bodendenkmal |    |
| weitere Bilder Fotos hochladen          | Wysburg, Wallanlage                        | (Karte)                                     | 1000      | Bodendenkmal |    |